# Positio
En la Iglesia católica, una positio -positio super virtutibus- (posición sobre las virtudes), es un documento o conjunto de documentos utilizados en el proceso por el cual una persona es declarada Venerable, el segundo de los cuatro pasos (Siervo de Dios, Venerable, Beato y Santo) en el camino hacia la declaración de santidad. Recoge los datos obtenidos por una investigación diocesana sobre las virtudes heroicas de un candidato en una forma adecuada para su presentación a la Congregación para las Causas de los Santos. Tras la presentación, la positio es examinada por un comité de expertos, historiadores y teólogos, y si encuentran la evidencia presentada adecuada, se puede entonces hacer una recomendación al Papa de que el candidato sea declarado Venerable.
Las positio pueden llegar a tener más de 1000 páginas. El tiempo entre la presentación de una positio y la recomendación de la comisión de expertos a menudo se puede medir en décadas.